# Франц Доліста
Франц До́ліста (нар. 1842, Předbořice — пом. 30 квітня 1896, Сянок) — український диригент чеського походження.

## Біографія
Народився у  1842 році у місті  Předbořice  (Чехія). Музичну освіту здобув у Празі. 
Упродовж 1883—1896 років працював у Руському народному театрі у Львові. Помер 30 квітня 1896 року у місті Сянку (нині Польща).

## Творчість
Уперше на українській сцені Галичини брав участь у постановці опер «Різдвяна ніч» (1890) і «Утоплена» (1891) Миколи Лисенка, «Олеся» (1883) і «Марійка» (1891) Порфирія Бажанського, оперети «Пані молода з Боснії» Сидора Воробкевича (1883), «Вечорниці» Петра Ніщинського (1887)